# Aeródromo Municipal de Panguipulli
El Aeródromo Municipal de Panguipulli (OACI: SCPG) es un terminal aéreo ubicado a 3 al sureste de la ciudad de Panguipulli, Provincia de Valdivia, Región de Los Ríos, Chile. Es de propiedad privada.